# Catch as Catch Can (Album)
Catch as Catch Can (deutsch etwa: „mit allen Mitteln“) ist das dritte Studioalbum der britischen Sängerin Kim Wilde. Es wurde im Oktober 1983 bei RAK Records veröffentlicht.

## Hintergrund
Catch as Catch Can war das letzte Album aus dem Vertrag für RAK. Nach der Tour Ende 1982 nahm sich Wilde eine sechsmonatige Auszeit. Das neue Album wurde dann erneut mit ihrem Bruder Ricky Wilde in den RAK Studios in London eingespielt. Dabei schrieben wie zuvor Ricky Wilde und ihr Vater Marty Wilde die Songs. Nur Dancing in the Dark wurde von Nicky Chinn und Paul Gurvitz geschrieben. Dieser Song wurde von Nile Rodgers abgemischt.
Im Vereinigten Königreich erreichte das Album in den Charts Rang 90, in den Vereinigten Staaten konnte es sich nicht platzieren. Die erste Single Love Blonde erreichte in Schweden und Finnland die Top Ten, verfehlte sie in der Schweiz knapp mit Platz elf; in Deutschland kam sie auf Platz 26. Die zweite Single Dancing in the Dark schaffte es in Dänemark, Finnland und der Schweiz in die Top Ten, in Deutschland wiederum auf Platz 26.

## Titelliste
Alle Stücke wurden von Ricky Wilde und Marty Wilde geschrieben, außer wo angegeben.
Seite eins
1. House of Salome – 3:36
2. Back Street Joe – 4:31
3. Stay Awhile – 3:42
4. Love Blonde – 4:08
5. Dream Sequence – 6:06

Seite zwei
1. Dancing in the Dark (Nicky Chinn, Paul Gurvitz) – 3:44
2. Shoot to Disable – 3:37
3. Can You Hear It – 4:29
4. Sparks – 4:08
5. Sing It Out for Love – 3:34

Bonustitel (2009 Remastered Edition)
1. Love Blonde (7"-Version)
2. Back Street Driver (Dancing in the Dark B-Seite)
3. Love Blonde (12"-Version)
4. Dancing in the Dark (Nile Rodgers Re-Mix) (Chinn, Gurvitz)
5. Dancing in the Dark (Instrumental) (Chinn, Gurvitz)

## Chartplatzierungen
| ChartsChartplatzierungen     | Höchstplatzierung | Wochen |
| ---------------------------- | ----------------- | ------ |
| Deutschland (GfK)            | 23 (13 Wo.)       | 13     |
| Schweiz (IFPI)               | 6 (16 Wo.)        | 16     |
| Vereinigtes Königreich (OCC) | 90 (1 Wo.)        | 1      |